# Lagmansvägen
Lagmansvägen (domarvägen) är benämningen på den färdväg som användes när domare i tingen färdades mellan de olika tingsplatserna i Lappmarken under 1600- 1700- och 1800-talen.
Tingen hölls under januari - februari i Ume- Pite- och Lule-lappmark i orterna Lycksele, Arvidsjaur, Arjeplog, Jokkmokk och Gällivare. Domaren reste dragen av ren längs vägen. Eftersom man färdades på snön fanns inte behov att anlägga en körväg. Däremot har man funnit bläckor (uthuggna märken) på träd som tros utgöra markeringar för färdvägen. Under åren kan färdvägen ha förändrats när nybyggen tillkom och platser för samevisten ändrades. På nutida kartor finns namn på platser som troligen låg utmed färdvägen t.ex. Lagamanforsen, Lagmansgraven och Lágamanvárre (samtliga i Jokkmokks kommun).